# The Devil's Blood
The Devil's Blood est un groupe de heavy metal néerlandais, originaire d'Eindhoven, Brabant-Septentrional. Leur style musical est influencé par le hard rock dans la veine de Black Widow, Coven, Black Sabbath, et du rock progressif underground des années 1970. Leur nom est tiré du titre Devil's Blood du groupe de black metal suédois Watain.

## Biographie
Le groupe est formé en 2006, Eindhoven, en Hollande-Méridionale, par le guitariste et chanteur Selim « SL » Lemouchi,. La sœur de SL, Farida « F. The Mouth of Satan » Lemouchi, demande à rejoindre le groupe après avoir participé à la chanson  The Graveyard Shuffle. Leur nom s'inspire du titre Devil's Blood composé par le groupe de black metal suédois Watain. Le 11 septembre 2009, le groupe fait paraître son premier album studio, The Time of No Time Evermore, au label discographique VÁN Records. Il est positivement accueilli,, et atteint la 62e place des classements musicaux allemands.
Le 11 novembre 2011, le groupe fait paraître son second album studio, The Thousandfold Epicentre, également chez VÁN, qui atteint la 67e place des classements musicaux allemands et la 76e aux classements musicaux néerlandais ; il paraît plus tard au label Metal Blade Records dans les marchés américains le 17 janvier 2012. À la suite de cette sortie de l'album aux États-Unis, le groupe participe au Decibel Magazine Tour 2012, mis en scène par le groupe de death metal Behemoth, avec vingt-six dates de tournées dans toute l'Amérique du Nord. Pendant la tournée, le groupe fait parler de lui lorsque leur chauffeur de bus s'enfuit avec leur argent, les laissant sur une intersection à San Antonio, au Texas. SL annonce, malgré ça, son intention de continuer la tournée, et de jouer dans autant de lieux que possible. Le 25 janvier 2013, un post officiel sur leur page Facebook annonce la dissolution de The Devil's Blood. Cependant, ils annoncent, le 7 février 2013, la parution de leur troisième album non achevé, III: Tabula Rasa or Death and the Seven Pillars, un EP, et 66:2, un DVD live accompagné de quelques enregistrements,.
Selim Lemouchi sort l'album Earth Air Spirit Water Fire sous le nom de Selim Lemouchi & His Enemies en 2013. Alors qu'il devait se produire avec ce nouveau projet à l'édition 2014 du Roadburn Festival, il se donne la mort à l'âge de 33 ans le 4 mars 2014.
Après la séparation du groupe, le guitariste Oeds Beydals fonde Death Alley tandis que Micha Haring et Job van de Zande continuent de jouer ensemble dans Dool. Thomas Sciarone (guitariste entre 2008 et 2011) fonde Gold. 

## Style musical et influences
SL s'inspire principalement de cultes religieux, et du satanisme. Lors de nombreuses entrevues, SL explique s'inspirer (dans ses écrits et dans sa vie) des « trois règles de l'adversité — La Mort, Le Chaos, et Satan », et qu'« il (Satan) me mène dans ma puissance créative,. » SL cite également être influencé par les travaux de Slash du groupe américain Guns N' Roses,.

## Discographie

### Albums studio
- 2009 : The Time of No Time Evermore
- 2011 : The Thousandfold Epicentre
- 2013 : III: Tabula Rasa or Death and the Seven Pillars

### Démos
- 2007 : Demo 2007

### EP et singles
- 2008 : The Graveyard Shuffle 7" (single)
- 2008 : Come Reap (EP)
- 2009 : I'll Be Your Ghost CD/12" (single)
- 2011 : Fire Burning 7" (single)